# Government Site Builder
Der Government Site Builder (GSB) ist eine vorgefertigte Content-Management-Lösung für die Webangebote der deutschen Bundesverwaltung. Die Software erfüllt die typischen Anforderungen der Zielgruppen von klassischen Behördenauftritten bis zu komplexen Informationsportalen.
Angeboten wird der GSB in zwei Varianten, als eine beim Informationstechnikzentrum Bund (ITZBund) gehostete Instanz oder als self-hosted Distribution für den Eigenbetrieb.
Die momentan noch vorrangig genutzte Version 7 basiert auf einem CMS von CoreMedia. Die aktuelle Version 11 setzt auf das CMS TYPO3 als Basis.

## Entwicklung
Der GSB entstand initial im Rahmen der E-Government-Initiative BundOnline 2005 als Basiskomponente Content-Management-System (CMS) für die Internet-, Intranet- sowie Extranet-Aktivitäten der Bundesverwaltung. Er basierte auf einem Softwareprodukt, welches 2003 entwickelt wurde. Entwickelt wurde diese Lösung durch das Bundesverwaltungsamt (BVA), unterstützt durch die Materna Information & Communications SE. Die zum 1. Januar 2006 im BVA eingerichtete Bundesstelle für Informationstechnik (BIT) beriet mit ihrem Kompetenzzentrum Content-Management-System bei Implementierungen und bot einen zentralen Hosting Service für mit dem GSB realisierte Internetauftritte in ihrem Rechenzentrum an. 
Seit dem 1. Januar 2016 sind die Aufgaben der Weiterentwicklung des GSB, des Kompetenzzentrums und des Hostings auf das ITZBund übergegangen.
Der GSB wurde in mehreren Versionen durch unterschiedliche Softwarearchitektur bereitgestellt.

### Bis Version 7
Der GSB basiert bis zur Version 7 auf einem kommerziellen CMS der CoreMedia GmbH. Dieses nutzt Java als Programmiersprache. Eine kostenpflichtige CoreMedia-Lizenz ist notwendig um den GSB nutzen zu können. Die jährlichen Kosten müssen Länder und Kommunen selbst tragen, sie profitieren nicht von der Bundeslizenz mit der CoreMedia GmbH.
Der Support ist bis Mitte 2028 sichergestellt.

### Version 10
Um von externen Produktlieferanten unabhängig zu werden, wurde im Rahmen des Projektes „GSB/OS“ eine grundlegend neue Version des GSB, die im Kern auf Open-Source-Komponenten basiert, entwickelt. Aus dem im Jahr 2014 begonnenen Projekt ging die am 29. Juni 2018 veröffentlichte GSB Version 10.0.0 hervor. Grundlage war wieder die Programmiersprache Java.
Die Entwicklung wurde im Juni 2023 eingestellt. Der Support für alle im ITZBund-Hosting befindlichen Webauftritte mit Version 10 endet am 31. Dezember 2025.

### Version 11
Im Rahmen des Programms „Dienstekonsolidierung Bund“ hat das Bundesministerium des Innern und für Heimat (BMI) eine Lösung beauftragt, die komplett auf Open-Source Komponenten setzt und auf der Plattform OpenCode öffentlich zur Verfügung gestellt wird. Damit beschreitet die Bundesverwaltung einen neuen Weg hin zur digitalen Souveränität und zur Förderung des Open-Government-Gedanken.
Am 4. Juni 2024 wurde eine erste Version (11.1.3.0) veröffentlicht. Version 11 des GSB basiert auf dem CMS TYPO3. Dieses nutzt PHP als Entwicklungssprache und ist Open Source. Das erlaubt eine kostenfreie Nachnutzung für Behörden und bessere Möglichkeiten für Feedback und Verbesserungen.

## Standardlösung (Mandant)
Über das zugrundeliegende Mandanten-System bietet der GSB eine Standardlösung (GSB SL), welche die typischen Aufgaben eines CMS abdeckt. Diese können von den Behörden unverändert übernommen, spezifisch konfiguriert oder durch zusätzliche Eigenentwicklungen ergänzt werden. Die vorbereiteten Module und Erweiterungen reduzieren den zeitlichen und finanziellen Aufwand einer CMS-Einführung.

## Einsatz und Bezug
Zahlreiche Bundesministerien und -behörden verwenden den GSB für ihre Internet-, Intranet- und Extranetauftritte: zum Beispiel das Dienstleistungsportal bund.de, die Webseiten der Bundesregierung oder der Bundesrat. Die Nutzung des GSB ist für Behörden und Einrichtungen der Bundesverwaltung kostenfrei und grundsätzlich verpflichtend. Außerhalb des Bundes nutzt das Land Schleswig-Holstein den GSB für sein Internetportal der Landesregierung.
Gemäß ITZBund kommt der GSB (unabhängig der Version) bei
- 85 Behörden und
- 275 Websites

zum Einsatz.

## Barrierefreiheit
Der Government Site Builder ermöglicht die Erstellung barrierefreier Webseiten nach BITV und bietet ein konfigurierbares Layout, das sich an den vom Presse- und Informationsamt der Bundesregierung veröffentlichten Gestaltungsrichtlinien orientiert. Er ist konform zu den Standards und Architekturen für E-Government-Anwendungen (SAGA). Der GSB wird beim Beauftragten der Bundesregierung für die Informationstechnik als Einer-für-Alle-System (EfA-System) Content-Management-System (CMS) geführt.

## Eingesetzte Module und verwendete quelloffene Software
- Betriebssysteme:[18] SLES[19], RHEL oder CentOS
- Apache Solr Server kann zur Realisierung einer Suchfunktion genutzt werden.
- Ein Apache-Webserver stellt die HTTP/HTTPS-Funktionen bereit. Insbesondere das Rewrite-Modul wird dabei zur Zwischenspeicherung verwendet.
- Apache Tomcat & Tomcat Connector
- Apache Portable Runtime & APR Util
- Java-Plattform (Oracle Java SE Runtime Environment)
- Datenbank: MySQL & MySQL JDBC-Connector
- OpenLDAP
- Die GSB Standardlösung nutzt unter anderem die folgenden Open-Source-Bibliotheken:[20]
  - JQuery
  - Modernizr
  - Foundation
  - Heise Shariff[21]